# 劉芷欣
劉芷欣（英語：Tiffani Lau，1980年8月7日—），香港新聞從業員。
劉芷欣畢業於聖博德學校 （1992年小六）、瑪利諾修院學校 （1999年中七）及香港浸會大學傳理學院廣播新聞系（2003年）。曾於香港寬頻bbTV香港新聞台擔任主播及記者，2005年轉職到香港有線電視新聞台任職專題記者，並曾在2006年1月至3月主持有線財經資訊台節目《休娛大腳板》。劉芷欣於2006年中旬加盟無綫新聞，任職無綫收費電視無綫新聞台及無綫互動新聞台主播，同時亦兼任《中華掠影》及《新聞多面睇》節目主持，以及替翡翠台報道《新聞提要》，現時她專責採訪香港醫療新聞。
2008年，劉芷欣轉職翡翠台擔任記者，並分別於2009年9月5日及2010年3月6日起兼任翡翠台/高清翡翠台的午間新聞及晚間新聞（星期六、日）主播。由2010年12月4日起，劉芷欣兼任六點半新聞報道主播。她於2010年6月15日曾經擔任駐廣州記者，為期一個月，2011年10月1日再任駐廣州記者，2015年劉芷欣離開無綫新聞，現時任職香港機場管理局。

## 外部連結
- 劉芷欣的新浪微博